# سان دایرکت
سان دایرکت (انگلیسی: Sun Direct) شرکت رسانه‌ای هندی است، که در سال ۲۰۰۷ تأسیس شد.